# Mapledurham
Mapledurham is een civil parish in het bestuurlijke gebied South Oxfordshire, in het Engelse graafschap Oxfordshire met 317 inwoners.

## Filmlocatie
In 1976 werd Mapledurham gebruikt als filmlocatie voor The Eagle Has Landed.